# Бджола (геральдика)
Бджола (Apidae) зустрічається на більш ніж трьохстах гербах і несе різний зміст, наприклад, працьовитість і покірність. Вона також може позначати, що володар герба належить до бджолярів, або що на даній місцевості розвинене бджільництво. Оскільки бджоли запасають свій мед, вони символізують економність і ощадливість і в такому значенні присутні на вивісках банків.
За Лакієром, «працьовитість на громадській службі і сталість у виконанні обов'язків, покладених нею, знаменуються в гербах дуже часто бджолами, що вилітають з вулика чи інакше розташовані».
Коли в 1804 році  Наполеон був коронований імператором Франції, державним гербом став золотий орел з пучком блискавок в лапах на тлі синього диска, оточеного ланцюгом заснованого в 1802 році  ордену Почесного легіону. Диск містився на тлі схрещених скіпетрів і всіяної бджолами (особиста емблема Наполеона) мантії з короною. З тих пір, при  Бонапартах бджола замінила  квітку лілії в геральдичних орнаментах.
Сім бджіл на тлі земної кулі в нашоломнику герба Манчестера означають алегоричне відсилання до XIX століття, коли Манчестер був життєво важливим центром Великої Британії, і плоди праці цього міста можна було зустріти скрізь у світі.

## Бджоли у гербах

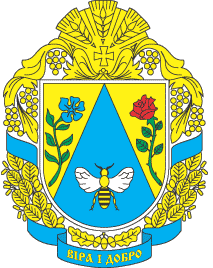
Герб Вільшанського району
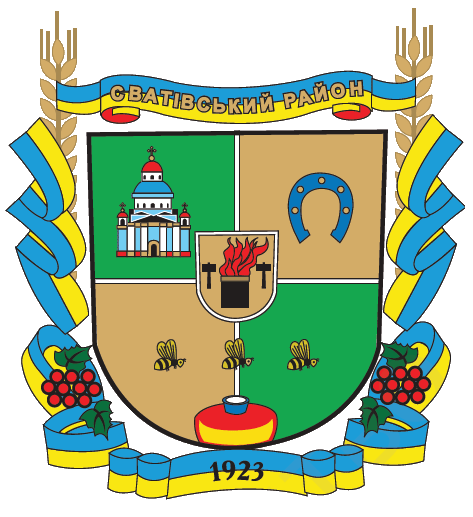
Герб Сватівського району
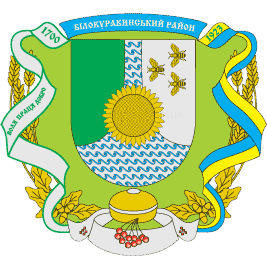
Герб Білокуракинського району
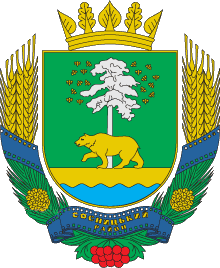
Герб Сосницького району
Герб Сімферополя
Герб міста Джанкой (Крим)
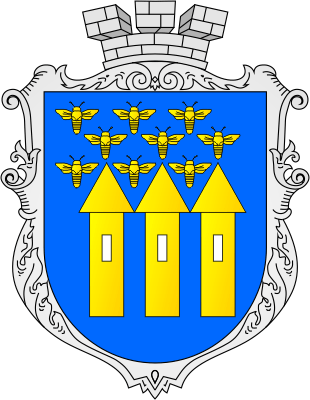
Герб селища Меденичі
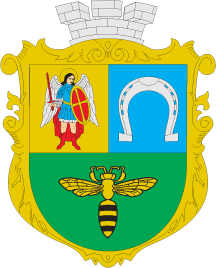
Герб селища Запитів
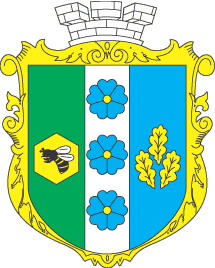
Герб селища Ємільчине
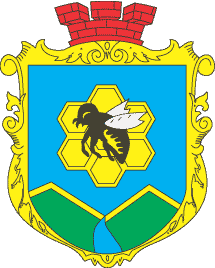
Герб села Добротів
Герб Імперії Французів
Папа римський Урбан VIII
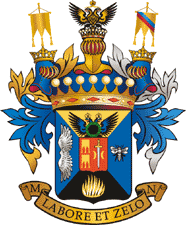
Герб графів Безбородько
Герб князівства Ельба
Герб Реюньйону
герб Працетвір
Місто Хегерсдорф (ФРН)
Герб Хонігзеє (ФРН)
Герб міста Бремена при Наполеоні (1811—1813)
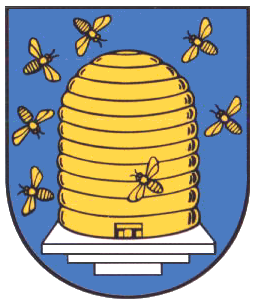
Герб міста Ебелебен (ФРН)
Герб комуни Альвеста (Швеція)
Місто Климовичі
Герб Сосниці
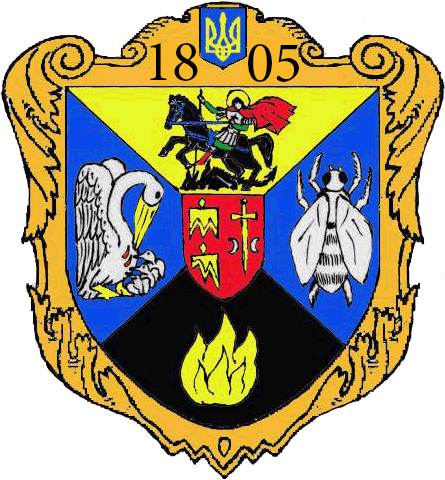
Ніжинський державний університет імені Миколи Гоголя
Герб Тамбова (Росія)